# Bratschi (Familie)
Bratschi ist der Name einer Schweizer Juristen-, Politiker- und Unternehmerfamilie. Mehrere ihrer Mitglieder bekleideten öffentliche Ämter auf eidgenössischer Ebene.
Bis ins 18. Jahrhundert lassen sich zwei Zweige aus Biel und aus der Lenk im Simmental unterscheiden.

## Bekannte Familienmitglieder

### Bieler Zweig
- David Salomon Bratschi, Händler, Kolonist und Gründer von Nueva Helvecia
- Robert Bratschi, Politiker
- Theodor Bratschi, Bundesrichter
- Heinz Bratschi, Jurist und Politiker
- Konrad Bratschi, Ingenieur und Unternehmer[2]
- Peter Bratschi, Wirtschaftsanwalt[3]

### Simmentaler Zweig
- Peter Bratschi, Politiker
- Peter Bratschi jun, Politiker und Schriftsteller[4]
- Hermann Bratschi, Geologe und Lyriker[5]